# Ipouky
Ipouky est un sculpteur égyptien antique de la XVIIIe dynastie, qui a travaillé à Thèbes et est connu par sa tombe. 

## Biographie
Ipouky est le fils de Sennetjer, « surveillant des artisans dans Heri-her-merou » et de dame Netjermes.
Les titres d'Ipouky sont :
- sȝwtj : surveillant
- sȝwtj Dsert-Jst : surveillant de la Place Sacrée
- sȝwtj mḥȝt n nb-tȝwy : surveillant de la balance du seigneur des Deux-Terres
- ṯȝj mḏȝt n nb-tȝwy : graveur (lit : porteur du ciseau à graver du seigneur des Deux-Terres)
- ḥrj ṯȝjw mḏȝt m ḏsrt-ỉset : chef des graveurs / graveur en chef dans la Place Sacrée.

## Fonction
Il était actif pendant les règnes de Thoutmôsis IV et d'Amenhotep III et a probablement travaillé sur leurs deux tombes. Il est connu aujourd'hui principalement en raison de sa tombe (TT181) à Thèbes, dont les inscriptions fournissent des informations sur lui, y compris son titre, « Chef des sculpteurs du Seigneur des Deux Terres ». Il a partagé la tombe avec un autre sculpteur nommé Nebamon, avec qui il a peut-être travaillé. Norman de Garis Davies fait de Nebamon le second mari d'Henoutneferet après Ipouky, et Daniel Polz, beaucoup plus récente, fait d'elle la femme d'Ipouky, mais la sœur de Nebamon. Dans la tombe, Ipouky est représenté devant sa femme. On ignore s'il a lui-même travaillé sur la tombe. La tombe commune est la dernière tombe d'un artiste de la vallée des Nobles à Thèbes ; plus tard, des artistes thébains ont été enterrés à Deir el-Médineh, où vivaient les artisans qui travaillaient sur les tombes. On ne sait pas si Hi mentionné dans les inscriptions dans la tombe était le frère d'Ipouky ou (plus probablement) de Nebamon. 